# CEAGESP
A Companhia de Entrepostos e Armazéns Gerais de São Paulo (CEAGESP), ou simplesmente CEAGESP, é uma empresa pública federal brasileira, vinculada ao Ministério do Desenvolvimento Agrário e Agricultura Familiar. É uma das principais empresas estatais de abastecimento, o terceiro maior centro atacadista de alimentos do mundo e o primeiro do Brasil e da América Latina.
Com sede no distrito da Vila Leopoldina, em São Paulo, localizada na Avenida Doutor Gastão Vidigal, nº 1.946, a poucos metros da Estação Ceasa da Linha 9 - Esmeralda e relativamente próxima da Estação Imperatriz Leopoldina da Linha 8 - Diamante, opera atualmente em 21 municípios do Estado de São Paulo, conta com duas unidades de negócios distintas e que são complementares: a armazenagem e a entrepostagem. Foi instituída em 31 de maio de 1969, em decorrência da fusão de duas empresas do setor de abastecimento agroalimentar pertencentes ao governo do Estado de São Paulo, a Companhia de Armazéns Gerais do Estado de São Paulo - CAGESP e o Centro Estadual de Abastecimento S/A - CEASA.
A empresa opera como agente do sistema de abastecimento agroalimentar na área de agronegócios, atua diretamente nas atividades de armazenagem e entrepostagem, promovendo a guarda e conservação de mercadorias de terceiros em armazéns, silos (grandes depósitos, em forma de cilindro, para guardar produtos agrícolas) e frigoríficos e na instalação de entrepostos para, sob sua administração, permitir o uso remunerado de seus espaços para a comercialização de produtos agrícolas por terceiros.
Mantém a maior rede pública de armazéns, silos e graneleiros (locais que recebem ou abrigam mercadorias a granel) do Estado de São Paulo, ao mesmo tempo em que contribui para escoar as safras, que movimentam o comércio atacadista e varejista e barateiam os custos para o consumidor, e tem como compromisso executar a política do abastecimento alimentar no âmbito do sistema nacional.

## História
A CEAGESP surgiu em 31 de maio de 1969, resultado da fusão de duas empresas mantidas pelo governo de São Paulo: o Centro Estadual de Abastecimento (CEASA) e a Companhia de Armazéns Gerais do Estado de São Paulo (CAGESP); e o novo nome foi escolhido pelo então governador do Estado, Abreu Sodré.
Desde o início, a empresa centraliza o abastecimento agroalimentar de boa parte do país e rapidamente consolidou sua atuação nas áreas de comercialização de hortícolas e armazenagem de grãos. Em 1977, quando a companhia ampliou o Mercado Livre do Produtor no entreposto da capital paulista, a comercialização atingiu o recorde de 6,2 mil toneladas de produtos vendidos num só dia, superando o maior mercado do mundo, o Paris-Rungis, na França. Ainda hoje, o Entreposto Terminal São Paulo (ETSP) é considerado o terceiro centro de comercialização atacadista de perecíveis do mundo – depois de Paris e Nova York – e o maior da América Latina, com a movimentação de 250 mil toneladas de frutas, legumes, verduras, pescados e flores a cada mês.
A rede de armazenagem também acompanhou o crescimento da companhia. Em 1970, a Ceagesp construiu os primeiros silos horizontais do país, acoplados a graneleiros. Na época, a rede recebia os estoques reguladores do governo federal, comprados em vários estados e armazenados em cidades do interior de São Paulo. No final dos anos 1970, a empresa iniciou o processo de descentralização, inaugurando em São José do Rio Preto a primeira unidade de comercialização fora da capital. Atualmente, a companhia mantém 11 unidades no interior, próximas a polos de produção e consumo.
Nos anos 1980, a empresa também investiu no atendimento ao consumidor. Criou o primeiro varejão com produtos frescos a preços controlados. Em 1983, vieram os sacolões para vender legumes e verduras por quilo a preço único. Em 1984, surgiram os comboios, que funcionavam como mini-varejões. A partir de 1986, os armazéns da CEAGESP passaram a abrigar açúcar ensacado, por conta da expansão da cultura de cana-de-açúcar que, ao lado da laranja, assumiu a liderança da agricultura paulista.
Na década de 1990, a CEAGESP estava com dívidas de cerca de R$ 180 milhões com o Banespa, e o governo de São Paulo anunciou que leiloaria a companhia na Bolsa de Valores, em 1996. Foi estipulado o valor de venda de 98,9% das ações por cerca de R$ 250 milhões. Foram realizadas duas tentativas de leilão. A primeira tentativa foi cancelada por falta de comprador e a segunda porque o único consórcio interessado na compra informou que não tinha condições de fechar negócio.
Em 1997, a CEAGESP foi federalizada e o patrimônio da Companhia entrou como parte do pagamento da dívida do estado de São Paulo com a União. A companhia foi vinculada ao Ministério da Agricultura, entre 2019 foi transferida e permaneceu vinculada ao Ministério da Economia até o final de 2022, e desde a publicação do Decreto nº 11.338, de 1º de janeiro de 2023, passou a compor a estrutura do Ministério do Desenvolvimento Agrário e Agricultura Familiar.
A CEAGESP foi incluída no Programa Nacional de Desestatização em outubro de 2019, por meio do Decreto nº 10.045/2019.

## Armazéns

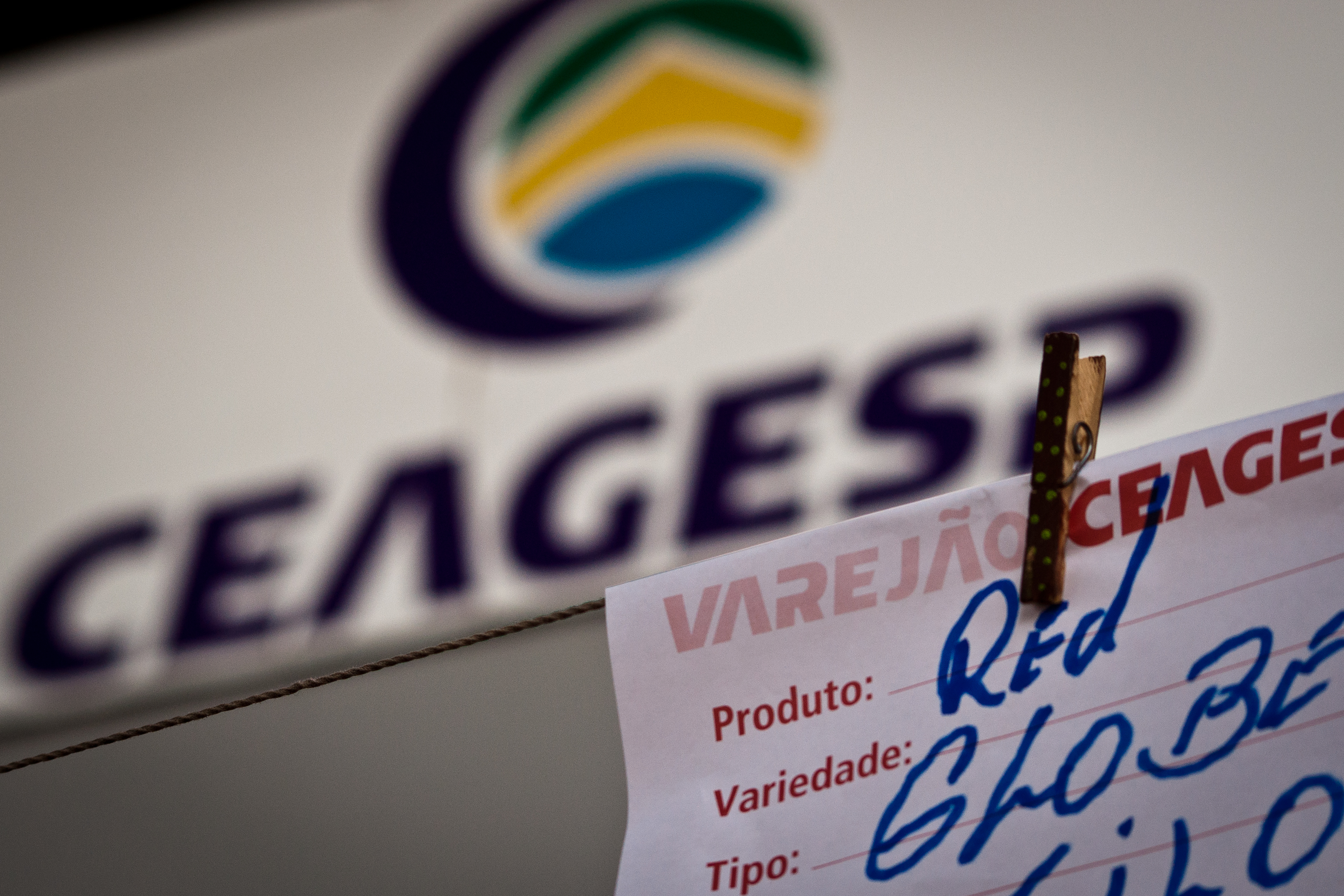
Detalhe mercadores preço e logo.

A CEAGESP mantém a maior rede pública de armazéns do Estado de São Paulo, são 17 unidades ativas situadas próximas aos polos produtivos presentes na capital e no interior de São Paulo.
Os serviços prestados na rede armazenadora são: armazenagem; limpeza; secagem; expurgo; classificação vegetal; recepção; ad-valorem; embarque; e serviços complementares.
Os principais itens armazenados são: produtos à granel, como grãos, açúcar e pellets; produtos agrícolas em sacos e/ou bags; e produtos industrializados de acordo com a estrutura disponível em cada unidade.
Os principais clientes são: pequenos, médios e grandes produtores agrícolas, usinas de açúcar, moinhos, cooperativas agrícolas, importadores, exportadores e órgãos do Governo.
Unidades Armazenadoras
- Araraquara (3 unidades)
- Avaré (2 unidades)
- Bauru
- Fernandópolis
- Palmital
- Pederneiras
- Presidente Prudente
- São Joaquim da Barra
- São Paulo
- São José do Rio Preto (2 unidades)
- Tatuí
- Tupã

## Entrepostos

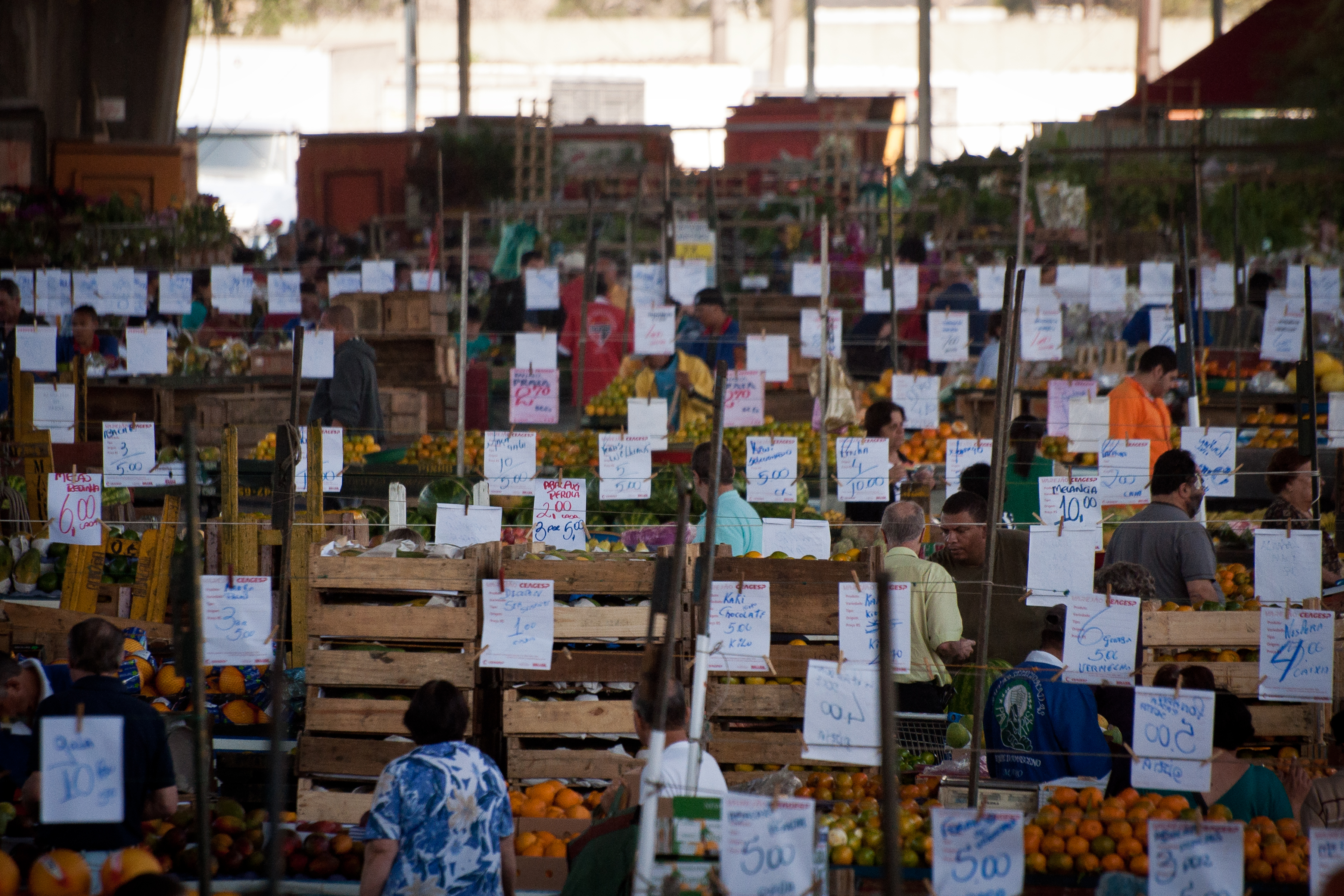
Bancas do mercado - ETSP.

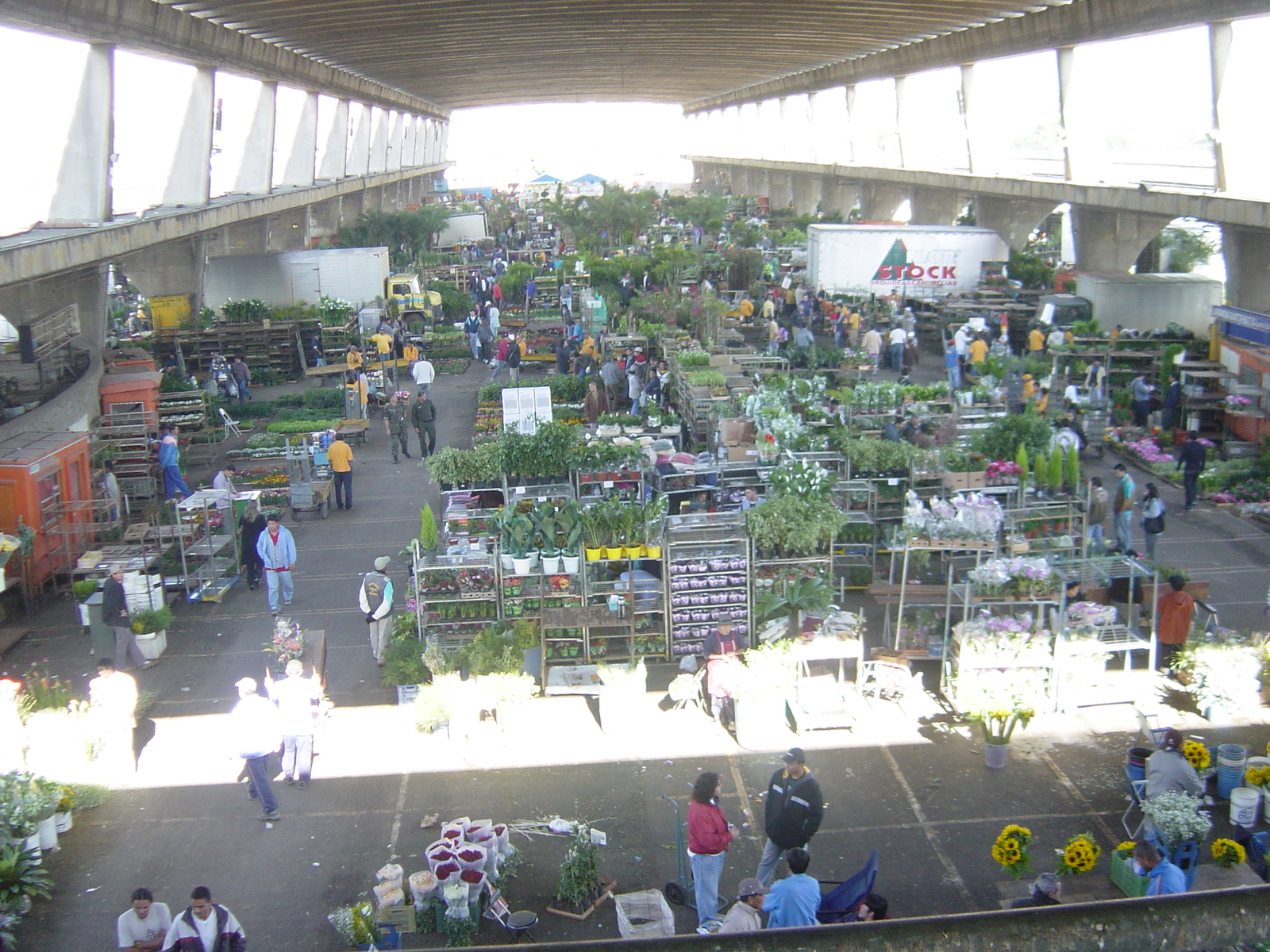
Mercadão de flores - ETSP.

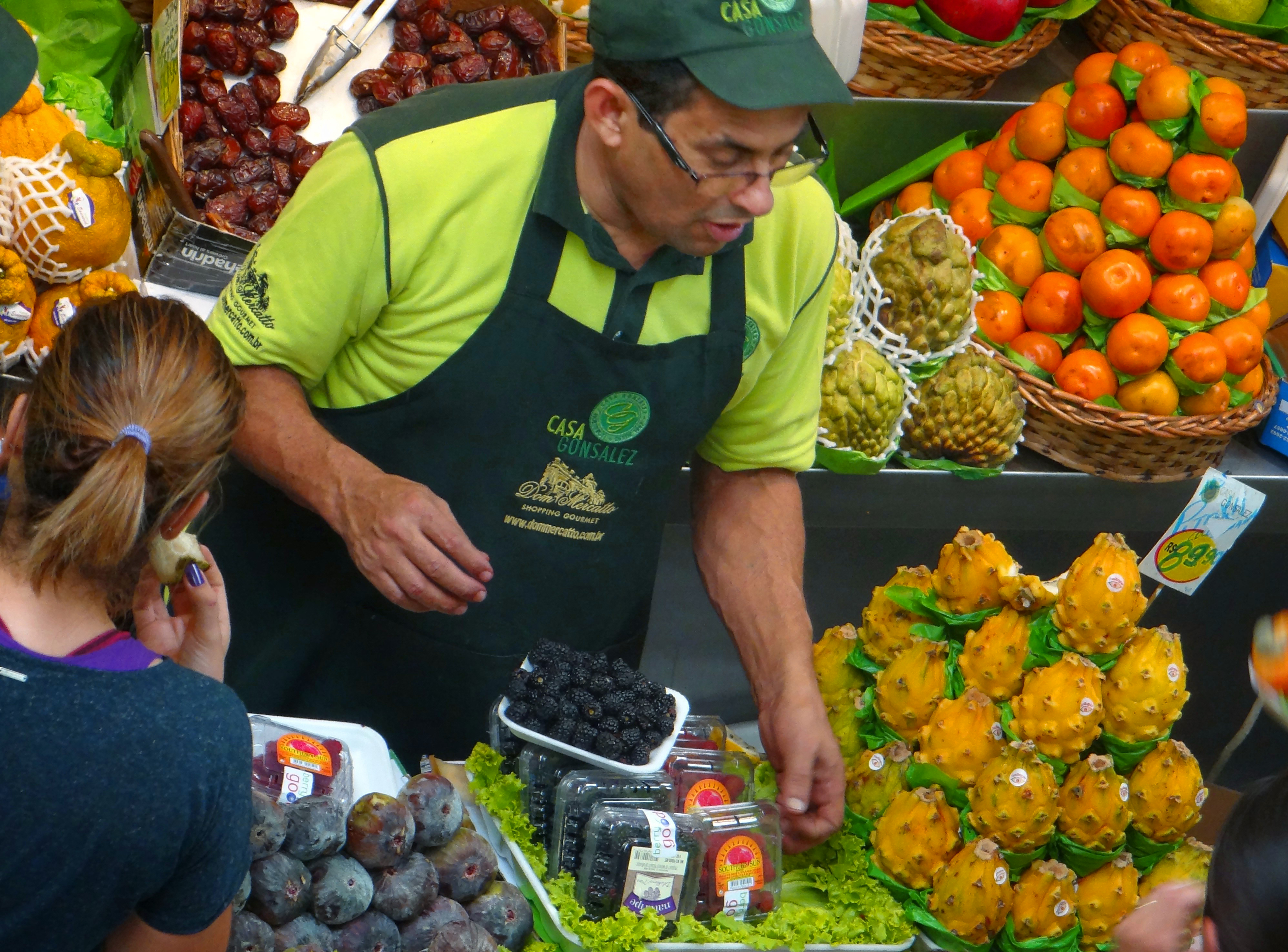
Mercadão de frutas - ETSP.

Outra atividade de grande importância desenvolvida pela Companhia de Entrepostos e Armazéns Gerais (CEAGESP) é a entrepostagem (depósito ou venda de mercadorias), são 13 unidades de entrepostos atacadistas que funcionam como ponto de encontro de produtores e comerciantes presentes na capital e no interior de São Paulo.
As unidades de entrepostagem, também conhecidas popularmente como CEASA, operam como canais de distribuição da produção regional para feiras-livres, supermercados, sacolões, restaurantes e distribuidoras de hortifrutícolas. Ao mesmo tempo em que contribuem para escoar as safras, movimentam o comércio atacadista e varejista e barateiam os custos para o consumidor.
As principais atividades desenvolvidas nos entrepostos são: atacado, varejão, feira de flores e pescado. O Entreposto Terminal São Paulo (ETSP), que é a maior central de abastecimento de frutas, legumes, verduras, flores, pescados e diversos (alho, batata, cebola, coco seco e ovos) da América Latina, chegam os mais variados produtos, vindos de 1.495 municípios brasileiros e de 18 países.
Os principais clientes são: pequenos, médios e grandes produtores agrícolas, cooperativas agrícolas, importadores, exportadores e órgãos do Governo. Ainda, atendem às pessoas que desejam trabalhar por conta própria como ambulante e carregadores autônomos.
Unidades de entrepostagem
- Araçatuba
- Araraquara
- Bauru
- Franca
- Guaratinguetá
- Marília
- Piracicaba
- Presidente Prudente
- Ribeirão Preto
- São José do Rio Preto
- São José dos Campos
- São Paulo (ETSP)
- Sorocaba

## Banco de Alimentos
Criado em 2003, Banco CEAGESP de Alimentos (BCA) tem como principal objetivo receber, selecionar e distribuir diariamente excedentes da comercialização atacadista, em geral oriundos de produtores e comerciantes locais. Esses produtos, por razões variadas, estão fora do padrão para a comercialização, mas em excelente condição para o consumo humano.
Os alimentos coletados junto aos comerciantes e distribuídos diretamente aos beneficiários são produtos que mantêm bom estado de conservação e condições de consumo, como a durabilidade e o valor nutritivo, mas que não são comercializados por conta de algum defeito, como um amassado ou mancha na casca, o que torna o seu valor e atração de comercialização menor.
O esforço do Banco Ceagesp de Alimentos foi reconhecido com duas premiações muito importantes: o troféu Bronze na competição realizada pela WUWM 2016 (sigla em inglês para União Mundial dos Mercados Atacadistas), na Polônia, que teve como tema “Eficiência na redução da perda e desperdício de alimentos no mercado”.

## Eventos
Ao longo do ano, a CEAGESP promove diversos eventos gastronômicos, sendo o principal deles o Festival de Sopas da CEAGESP, que ocorre há mais de cinco décadas consolidando-se como um dos mais tradicionais festivais de inverno na capital paulista.
O festival atrai milhares de pessoas todos os anos e oferece diversas opções de caldos e cremes, como: Sopa de Cebola, Sopa de Rabada com Agrião, Sopa de Bobó de Camarão, Creme de Couve-flor com Roquefort, Sopa de Legumes com Shitaki e Capeletti in Brodo. O cardápio muda ao longo do período do festival, incluindo sempre novos sabores de cremes e caldos.